# Коммунистическая партия Узбекистана (1994)
Коммунисти́ческая па́ртия Узбекиста́на (КПУз) (узб. Ўзбекистон коммунистик партияси) — коммунистическая партия, созданная в 1994 году в Узбекистане. Официально не зарегистрирована.  Считает себя единственной и подлинной преемницей Коммунистической партии Узбекской ССР (в составе КПСС), хотя 1 ноября 1991 года бывшая Коммунистическая партия Узбекской ССР была преобразована в Народно-демократическую партию Узбекистана (НДПУ). Сразу после создания, активисты партии пытались официально зарегистрировать партию в Узбекистане, но в ответ регистрация КПУз была отклонена и партия фактически была запрещена на всей территории Узбекистана и объявлена вне закона. Многие активисты и члены партии преследовались властями Узбекистана, и многие были вынуждены бежать из страны, в основном в Россию. Основателем и бессменным лидером (первым секретарём) партии является Кахраман Сайдуллаевич Махмудов. 

Флаг Узбекской ССР, используемый партией.

Герб Узбекской ССР, используемый партией.

Партия выступает за возвращение Узбекистана к социализму и коммунизму, превращения страны в независимую Советскую Социалистическую Республику Узбекистан (ССРУ), с однопартийной системой, плановой экономикой, атеистической идеологией и с социалистической моделью общества и политики страны в духе идеологии марксизма-ленинизма.
Несмотря на преследования, коммунистическое движение не прекратилось в Узбекистане. В 1996 года в Ташкенте начал существовать пророссийский кружок, который неофициально назывался «Движением коммунаров». Кружок занимался «теоретическими изысканиями», спасал из государственных библиотек списываемую коммунистическую, социалистическую и марксистско-ленинскую литературу, отправил одного из своих членов в Россию для пропаганды «коммунистической революции». В октябре 1999 года в Москве вышел на свет единственный номер самиздатовской газеты «ДвиКом». В начале 2000-х годов связь «Движения коммунаров» с российскими единомышленниками ослабла и впоследствии прекратилась. Состав и структура кружка претерпели большие изменения, и в 2001 году кружок преобразовался в «Ташкентский коммунистический союз». Летом 2002 года ТашКомСоюз начал пропагандистскую и агитаторскую работу среди ташкентцев (особенно среди рабочего класса), в том числе с помощью интернета. Имел самиздатовский бюллетень «Рабочие страницы», которая выходила нерегулярно, примерно в раз неделю или несколько раз в месяц.
В настоящее время фактической штаб-квартирой партии является Москва, где сосредоточены большинство активистов КПУз. Коммунистическая партия Узбекистана является полноправным членом «Союза коммунистических партий — Коммунистической партии Советского Союза» (СКП—КПСС). КПУз была принята в СКП—КПСС 12 декабря 1994 года, на пленуме Совета СКП—КПСС в Москве. Три представителя партии входят в состав Совета СКП—КПСС, один — в состав контрольно-ревизионной комиссии СКП—КПСС. КПУз имеет дружественные связи со многими коммунистическими партиями бывших союзных республик бывшего СССР. В 2000 году делегаты партии вместе с СКП—КПСС приняли участие в Съезде народов Центральной Азии и России в Бишкеке. В декабре 2014 года первый секретарь КПУз Кахраман Махмудов официально обратился к коммунистам Украины, и лично к Петру Симоненко — лидеру Коммунистической партии Украины со словами поддержки и солидарности. 